# Liga Mundial de Voleibol de 2015
La Liga Mundial de Voleibol de 2015 se disputó entre el 16 de mayo y el 19 de julio de 2015.

## Formato
Los 32 equipos de la Liga Mundial de Voleibol se dividen en tres grupos. El Grupo 1 tiene los mejores ocho equipos, el Grupo 2 tiene los siguientes doce equipos, y el Grupo 3 tiene a los restantes doce equipos.
Cada grupo se divide en series de cuatro equipos. En el Grupo 1 y Grupo 2, los equipos de cada serie juegan dos partidos de local y dos de visitante contra cada uno de sus rivales, totalizando doce partidos. En el Grupo 2, los equipos juegan contra sus rivales dos veces.
En la fase final del Grupo 2 jugarán los ganadores de las series del Grupo 2 más el anfitrión Bulgaria. La fase final del Grupo 1 tendrá seis equipos: junto al anfitrión Brasil, los dos mejores de las series del Grupo 1, y el ganador de la fase final del Grupo 2.

## Equipos
Grupo 1
| Serie A        | Serie B            |
| -------------- | ------------------ |
| Brasil (1)     | Rusia (2)          |
| Italia (4)     | Polonia (3)        |
| Serbia (8)     | Estados Unidos (5) |
| Australia (13) | Irán (10)          |

Grupo 2
| Serie C       | Serie D              | Serie E           |
| ------------- | -------------------- | ----------------- |
| Argentina (6) | Francia (12)         | Finlandia (17)    |
| Bulgaria (9)  | Corea del Sur (16)   | Bélgica (20)      |
| Cuba (11)     | Japón (21)           | Países Bajos (25) |
| Canadá (14)   | República Checa (26) | Portugal (27)     |

Grupo 3
| Serie F          | Serie G         | Serie H         |
| ---------------- | --------------- | --------------- |
| Túnez (15)       | China (17)      | Egipto (19)     |
| Puerto Rico (23) | México (22)     | Venezuela (29)  |
| Turquía (31)     | Eslovaquia (34) | España (36)     |
| Montenegro (86)  | Grecia (56)     | Kazajistán (42) |

## Fase final

### Grupo 3
Sede: Bratislava, Eslovaquia
Semifinales
- Montenegro 3 -  China 1
- Egipto 3 -  Eslovaquia 1

23..eɽ puesto
- Eslovaquia 3 -  China 2

21..eɽ puesto
- Egipto 3 -  Montenegro 1

### Grupo 2
Sede: Varna, Bulgaria
Semifinales
- Francia 3 -  Argentina 0
- Bulgaria 3 -  Bélgica 1

11.º puesto
- Argentina 3 -  Bélgica 2

9.º puesto
- Francia 3 -  Bulgaria 0

### Grupo 1
Sede: Gimnasio Maracanãzinho, Río de Janeiro, Brasil
Serie I
- Brasil 1 -  Francia  3
- Brasil 3 -  Estados Unidos 1
- Estados Unidos 3 -  Francia 1

Serie J
- Serbia 2 -  Italia 3
- Polonia 3 -  Italia 1
- Serbia 3 -  Polonia 2

Semifinales
- Estados Unidos 2 -  Serbia 3
- Francia 3 -  Polonia 2

Final 3/4
- Estados Unidos 3 -  Polonia 0

Final
- Francia 3 -  Serbia 0

## Posiciones finales
| Pos | Equipo          |
| --- | --------------- |
| 1   | Francia         |
| 2   | Serbia          |
| 3   | Estados Unidos  |
| 4   | Polonia         |
| 5   | Brasil          |
| 5   | Italia          |
| 7   | Irán            |
| 8   | Australia       |
| 8   | Rusia           |
| 10  | Bulgaria        |
| 11  | Argentina       |
| 12  | Bélgica         |
| 13  | Japón           |
| 13  | Países Bajos    |
| 15  | Canadá          |
| 15  | República Checa |
| 15  | Finlandia       |
| 18  | Cuba            |
| 18  | Portugal        |
| 18  | Corea del Sur   |
| 21  | Egipto          |
| 22  | Montenegro      |
| 23  | Eslovaquia      |
| 24  | China           |
| 25  | Grecia          |
| 25  | España          |
| 25  | Turquía         |
| 28  | Kazajistán      |
| 28  | Puerto Rico     |
| 30  | México          |
| 30  | Túnez           |
| 30  | Venezuela       |